# 스헤베닝언

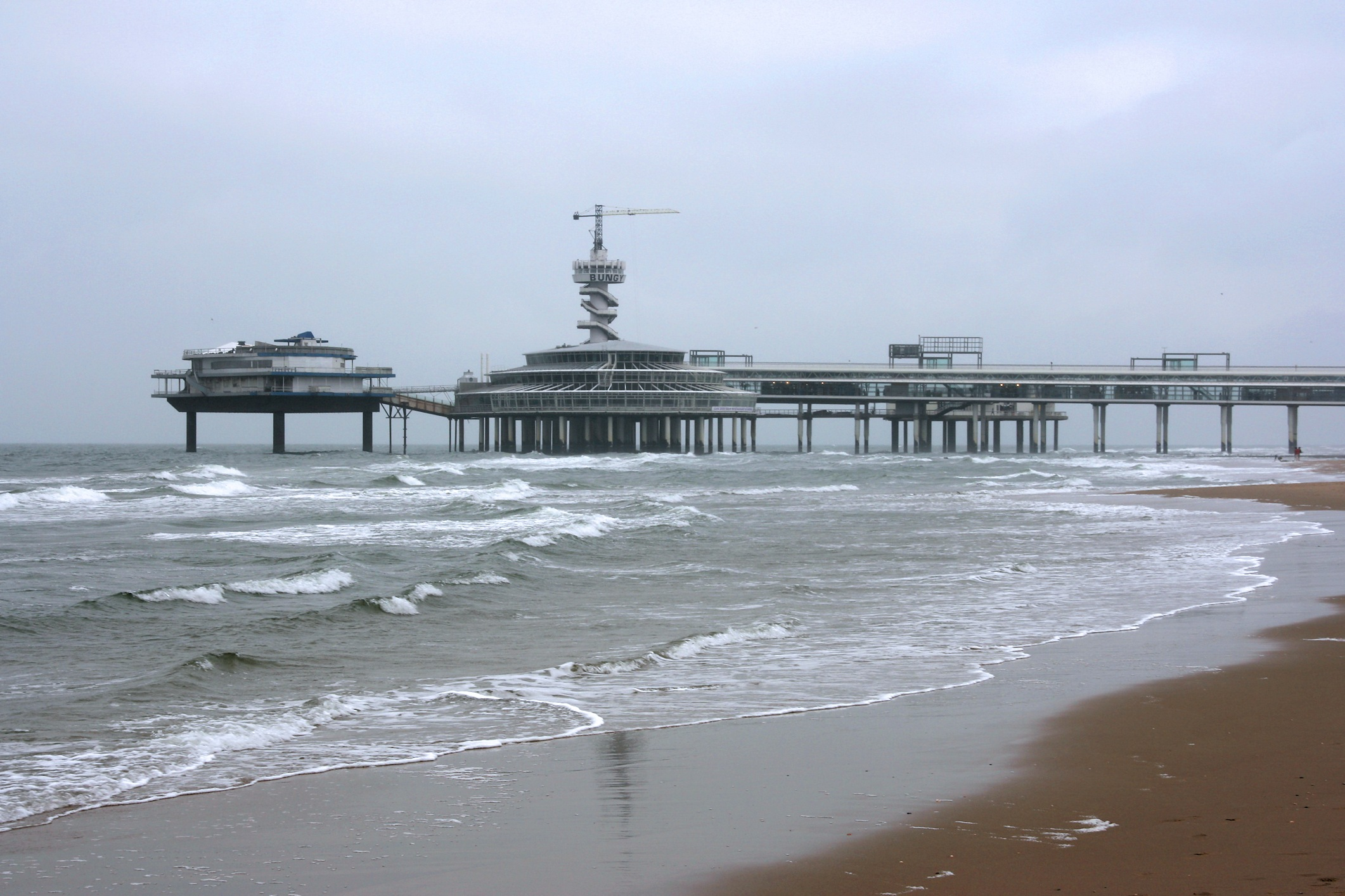
스헤베닝언

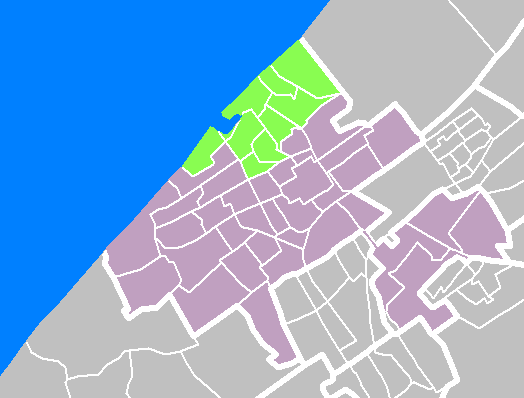
스헤베닝언의 위치

스헤베닝언(네덜란드어: Scheveningen)은 네덜란드 자위트홀란트주의 도시인 헤이그를 구성하는 8개 구 가운데 하나이다. 긴 해변으로 유명한 휴양 도시이다.